# Nao Kodaira
Nao Kodaira (jap. 小平 奈緒 Kodaira Nao; * 26. Mai 1986 in Chino) ist eine japanische Eisschnellläuferin.

## Werdegang
Kodaira gab ihr Weltcupdebüt auf der ersten Station der Saison 2006/07 im November 2006 in Heerenveen. Die Sprintspezialistin konnte sich auf Anhieb in der Weltspitze etablieren und erreicht schon bei ihrem ersten Rennen einen elften Platz über 500 m. Im Dezember lief sie beim Weltcup in Harbin erstmals unter die Top 10 (je ein achter Platz über 500 und 1000 Meter). Beim folgenden Weltcup in Nagano erreichte sie mit dem dritten Rang über 1000 m ihre erste Podestplatzierung. Bei den Einzelstreckenweltmeisterschaften 2007 in Salt Lake City belegte sie den 13. Platz über 1000 m. Im Gesamtweltcup über 1000 m kam sie auf den zehnten Rang. Im folgenden Jahr errang sie bei den Einzelstreckenweltmeisterschaften in Nagona den 12. Platz über 1000 m. Zu Beginn der Saison 2009/10 kam sie beim Weltcup in Berlin auf den dritten Platz über 500 m und den zweiten Rang über 1000 m. Im weiteren Saisonverlauf erreichte sie in Salt Lake City den dritten Platz über 1000 m und in Heerenveen den dritten Rang in der Teamverfolgung. Damit wurde sie Achte im Gesamtweltcup über 1000 m und Sechste im Gesamtweltcup über 500 m. Im Januar 2010 wurde sie bei der Sprintweltmeisterschaft in Obihiro Vierte im Sprint-Mehrkampf. Bei ihrer ersten Olympiateilnahme 2010 in Vancouver belegte sie über 500 Meter den 12. und über 1000 sowie 1500 Meter jeweils den fünften Platz; in der Teamverfolgung gewann sie zusammen mit Masako Hozumi und Maki Tabata die Silbermedaille.
In der Saison 2010/11 kam Kodaira im Weltcup über 500 m zweimal auf den dritten Platz und über 1000 m zweimal auf den zweiten und einmal auf den dritten Rang. Bei der Sprintweltmeisterschaft 2011 in Heerenveen wurde sie Fünfte im Sprint-Mehrkampf. Im März 2011 belegte sie bei den Einzelstreckenweltmeisterschaften in Inzell den 16. Platz über 1000 m, den achten Rang im 2 × 500-m-Lauf und den vierten Platz in der Teamverfolgung. Die Saison beendete auf den fünften Platz im Gesamtweltcup über 500 m und auf den vierten Rang im Gesamtweltcup über 1000 m. In der folgenden Saison errang sie über 500 m beim Weltcup in Astana den dritten Platz und in Salt Lake City den zweiten Platz und erreichte damit den sechsten Platz im Gesamtweltcup über 500 m. Im Januar 2012 kam sie bei der Sprintweltmeisterschaft in Calgary auf den 13. Rang. Bei den Einzelstreckenweltmeisterschaften 2012 in Heerenveen belegte sie den 18. Platz im 2 × 500-m-Lauf und den 12. Rang über 1000 m. Zu Beginn der Saison 2012/13 kam sie beim Weltcup in Heerenveen mit dem dritten Rang über 500 m erneut aufs Podium. Im weiteren Saisonverlauf erreichte sie über 500 m einmal den zweiten Platz und zweimal den dritten Platz. Im Gesamtweltcup über 500 m wurde sie Siebte. Bei der Sprintweltmeisterschaft 2013 in Salt Lake City errang sie den 22. Platz und bei den Einzelstreckenweltmeisterschaften 2013 in Sotschi den 16. Platz über 1000 m und den sechsten Platz im 2 × 500-m-Lauf. In der Saison 2013/14 wurde sie Fünfte im Gesamtweltcup über 500 m. Dabei erreichte sie über 500 m zwei dritte Plätze. Im Januar 2014 kam sie bei der Sprintweltmeisterschaft in Nagano auf den fünften Platz im Sprint-Mehrkampf. Bei den folgenden Olympischen Winterspielen 2014 in Sotschi belegte sie den 13. Platz über 1000 m und den fünften Rang im 2 × 500-m-Lauf.
Zu Beginn der Saison 2014/15 holte Kodaira beim Weltcup in Seoul über 500 m ihren ersten Weltcupsieg. Des Weiteren kam sie über 500 m fünfmal auf den zweiten Platz und zweimal auf den dritten Rang und gewann damit den Gesamtweltcup über 500 m. Zudem belegte sie den zehnten Platz im Gesamtweltcup über 1000 m und den achten Rang im Großen-Gesamtweltcup. den Einzelstreckenweltmeisterschaften 2015 in Heerenveen holte sie die Bronzemedaille im 2 × 500-m-Lauf und belegte den 11. Platz über 1000 m. Zu Beginn der folgenden Saison gewann sie beim Weltcup in Calgary im Teamsprint. Es folgte im Teamsprint Platz drei in Salt Lake City und Platz zwei in Heerenveen. Bei den Einzelstreckenweltmeisterschaften 2016 in Kolomna wurde sie Sechste im 2 × 500-m-Lauf und bei der Sprintweltmeisterschaft 2016 in Seoul Achte. In der Saison 2016/17 holte sie acht Weltcupsiege über 500 m und gewann damit die Disziplingesamtwertung. Zudem gewann sie den Teamsprint in Heerenveen und belegte dreimal den zweiten und einmal den dritten Platz und errang im Weltcup über 1000 m und im Gesamtweltcup jeweils den vierten Platz. Im Februar 2017 holte sie bei der Sprintweltmeisterschaft in Calgary die Goldmedaille und bei den Einzelstreckenweltmeisterschaften in Gangwon die Silbermedaille über 1000 m und die Goldmedaille über 500 m. Im Februar 2017 holte sie bei den Winter-Asienspielen in Obihiro über 500 m und über 1000 m jeweils die Goldmedaille. In der folgenden Saison siegte sie siebenmal über 500 m und dreimal über 1000 m und erreichte damit den sechsten Platz im Weltcup über 1000 m, den vierten Rang im Weltcup über 500 m und den dritten Platz im Gesamtweltcup. Beim Saisonhöhepunkt, den Olympischen Winterspielen 2018 in Pyeongchang, gewann sie die Goldmedaille über 500 m sowie die Silbermedaille über 1000 m.
In der Saison 2018/19 holte Kodaira acht Weltcupsiege über 500 m und einen über 1000 m. Zudem wurde sie über 1000 m zweimal Dritte und jeweils einmal über 1000 m und im Teamsprint Zweite. Sie belegte damit den zweiten Platz im Gesamtweltcup über 500 m und den dritten Rang im Gesamtweltcup über 1000 m. Bei den Eisschnelllauf-Weltmeisterschaften 2019 in Inzell holte sie die Bronzemedaille über 1000 m und die Silbermedaille über 500 m. Ende Februar 2019 gewann sie bei der Sprintweltmeisterschaft in Heerenveen die Goldmedaille.
Kodaira ist japanische Meisterin über 2 × 500 m (2010, 2011, 2012, 2013, 2014, 2016), über 500 m (2017, 2018, 2019), über 1000 m (2007, 2010, 2011, 2012, 2013, 2014, 2015, 2017), über 1500 m (2010, 2012, 2013) und im Sprint-Mehrkampf (2011, 2012, 2013, 2015, 2017, 2019).

## Persönliche Bestzeiten
- 500 m      36,39 s (aufgestellt am 16. März 2019 in Calgary)
- 1000 m    1:11,77 min (aufgestellt am 9. März 2019 in Salt Lake City)
- 1500 m    1:52,67 min (aufgestellt am 5. Dezember 2021 in Salt Lake City)
- 3000 m    4:21,53 min (aufgestellt am 22. Oktober 2010 in Nagano)

## Teilnahmen an Weltmeisterschaften und Olympischen Winterspielen

### Olympische Spiele
- 2010 Vancouver: 2. Platz Teamverfolgung, 5. Platz 1000 m, 5. Platz 1500 m, 12. Platz 500 m
- 2014 Sotschi: 5. Platz 500 m, 13. Platz 1000 m
- 2018 Pyeongchang: 1. Platz 500 m, 2. Platz 1000 m, 6. Platz 1500 m
- 2022 Peking: 10. Platz 1000 m, 17. Platz 500 m

### Einzelstrecken-Weltmeisterschaften
- 2007 Salt Lake City: 13. Platz 1000 m
- 2008 Nagano: 12. Platz 1000 m
- 2011 Inzell: 4. Platz Teamverfolgung, 8. Platz 2 × 500 m, 16. Platz 1000 m
- 2012 Heerenveen: 12. Platz 1000 m, 18. Platz 2 × 500 m
- 2013 Sotschi: 6. Platz 2 × 500 m, 16. Platz 1000 m
- 2015 Heerenveen: 3. Platz 2 × 500 m, 11. Platz 1000 m
- 2016 Kolomna: 6. Platz 2 × 500 m
- 2017 Gangwon: 1. Platz 500 m, 2. Platz 1000 m
- 2019 Inzell: 2. Platz 500 m, 3. Platz 1000 m
- 2020 Salt Lake City: 1. Platz 500 m, 6. Platz 1000 m, 9. Platz 1500 m

### Sprint-Weltmeisterschaften
- 2010 Obihiro: 4. Platz Sprint-Mehrkampf
- 2011 Heerenveen: 5. Platz Sprint-Mehrkampf
- 2012 Calgary: 13. Platz Sprint-Mehrkampf
- 2013 Salt Lake City: 22. Platz Sprint-Mehrkampf
- 2014 Nagano: 5. Platz Sprint-Mehrkampf
- 2016 Seoul: 8. Platz Sprint-Mehrkampf
- 2017 Calgary: 1. Platz Sprint-Mehrkampf
- 2019 Heerenveen: 1. Platz Sprint-Mehrkampf
- 2020 Hamar: 2. Platz Sprint-Mehrkampf

## Weltcupsiege

### Weltcupsiege im Einzel
| Nr. | Datum             | Ort                 | Disziplin |
| --- | ----------------- | ------------------- | --------- |
| 1.  | 21. November 2014 | Seoul               | 500 m     |
| 2.  | 11. November 2016 | Harbin              | 500 m     |
| 3.  | 13. November 2016 | Harbin              | 500 m     |
| 4.  | 20. November 2016 | Nagano              | 500 m     |
| 5.  | 9. Dezember 2016  | Heerenveen          | 500 m     |
| 6.  | 27. Januar 2017   | Dresden             | 500 m     |
| 7.  | 28. Januar 2017   | Dresden             | 500 m     |
| 8.  | 11. März 2017     | Stavanger           | 500 m     |
| 9.  | 12. März 2017     | Stavanger           | 500 m     |
| 10. | 10. November 2017 | Heerenveen          | 500 m     |
| 11. | 11. November 2017 | Heerenveen          | 500 m     |
| 12. | 12. November 2017 | Heerenveen          | 1000 m    |
| 13. | 17. November 2017 | Stavanger           | 500 m     |
| 14. | 17. November 2017 | Stavanger           | 1000 m    |
| 15. | 18. November 2017 | Stavanger           | 500 m     |
| 16. | 3. Dezember 2017  | Calgary             | 500 m     |
| 17. | 8. Dezember 2017  | Salt Lake City      | 500 m     |
| 18. | 9. Dezember 2017  | Salt Lake City      | 500 m     |
| 19. | 10. Dezember 2017 | Salt Lake City      | 1000 m    |
| 20. | 16. November 2018 | Obihiro             | 500 m     |
| 21. | 17. November 2018 | Obihiro             | 500 m     |
| 22. | 23. November 2018 | Tomakomai           | 500 m     |
| 23. | 24. November 2018 | Tomakomai           | 500 m     |
| 24. | 25. November 2018 | Tomakomai           | 1000 m    |
| 25. | 15. Dezember 2018 | Heerenveen          | 500 m     |
| 26. | 2. Februar 2019   | Hamar               | 500 m     |
| 27. | 9. März 2019      | Salt Lake City      | 500 m     |
| 28. | 10. März 2019     | Salt Lake City      | 500 m     |
| 29. | 23. November 2019 | Tomaszów Mazowiecki | 500 m     |
| 30. | 13. Dezember 2019 | Nagano              | 500 m     |
| 31. | 7. Februar 2020   | Calgary             | 1000 m    |
| 32. | 8. Februar 2020   | Calgary             | 500 m     |
| 33. | 21. November 2021 | Stavanger           | 500 m     |
| 34. | 11. Dezember 2021 | Calgary             | 1000 m    |

### Weltcupsiege im Team
| Nr. | Datum             | Ort        | Disziplin    |
| --- | ----------------- | ---------- | ------------ |
| 1.  | 14. November 2015 | Calgary    | Teamsprint 1 |
| 2.  | 10. Dezember 2016 | Heerenveen | Teamsprint 2 |